# 스페셜 미션 유닛
스페셜 미션 유닛(Special Mission Unit, SMU)는 특수작전부대 중에서 지정된 임무를 수행하도록 조직된 부대로서 나라 별로 정의는 서로 다르다. 특수임무대, 특별임무대 등의 갖가지 이름으로 번역될 수 있다.

## 대한민국
대한민국에서 대테러 활동, 요인 경호, 무장한 탈영병 체포 혹은 사살, 일반 재난 상황에서의 탐색구조 등의 특정한 임무을 수행하도록 지정된 각 군종별 군사경찰의 특수임무대(Special Duty Team (SDT))를 한정되어 있다. 줄여서 특임대로 부른다.
- 대한민국 육군본부 직할 군사경찰대대 특수임무대
- 대한민국 해군 군사경찰 특수임무대
- 대한민국 공군 군사경찰 특수임무대
- 대한민국 해병대 군사경찰 특수임무대

## 미국
Joint Publication 3-05.1 – Joint Special Operations Task Force Operations (JP 3-05.1)→합동 출판본 3-05.1 - 합동 특수 작전 태스크포스 작전을 근거로 미국 국방부 군사 및 관련 용어 사전의 정의에 따르면 매우 기밀성이 높은 활동을 하도록 지정하여 조직된 부대를 가리킨다.

합동특수작전사령부의 문장

미국 특수작전사령부 산하의 합동특수작전사령부 안의 특수부대만이 특수임무부대로 운용되고 있다.
- 미국 육군
  - 델타 포스
  - 정보 지원 활동대
  - 제75레인저연대 산하 연대직할수색중대
- 미국 해군 특수전 개발단(DEVGRU 데브그루[*]
- 미국 공군 제24특수작전대대

## 오스트레일리아
오스트레일리아 육군의 SAS 연대는 오스트레일리아 방위군에서 유일무이한 적합성을 가진 특별한 임무를 수행할 수 있는 부대로 지정되었다. 특수작전사령부(SOCOMD)의 통제를 받는다.

## 같이 보기
- 대테러 작전
- 특수활동센터

## 참고

### 인용
1. ↑  “Joint Publication 3-05.1 - Joint Special Operations Task Force Operations” (PDF). 《Federation of American Scientists》 (영어). 2007년 4월 26일. GL-14(397)쪽. 2024년 11월 30일에 확인함.